# Nanaka Todo
Pour les articles homonymes, voir Todo.
Nanako Todo (東藤なな子) est une joueuse internationale japonaise de basket-ball née le 29 novembre 2000 à Sapporo.

## Biographie
En 2018, elle dispute le championnat d'Asie U18 , puis le championnat du monde U19 de 2019,
Elle fait partie des douze sélectionnées nippones pour le tournoi olympique de 2020, disputé en 2021 en raison de la pandémie de Covid-19, qui remporte la médaille d'argent.

## Palmarès
- Médaille d'argent aux Jeux olympiques de 2020 à Tokyo[4]